# 青木智美
青木 智美（あおき ともみ、1994年10月25日 - ）は、神奈川県大和市出身の元女子競泳選手。専門種目は自由形。アリーナつきみ野スポーツクラブ・あいおいニッセイ同和損害保険所属。リオデジャネイロオリンピック競泳日本代表。

## 経歴
3歳の時に兄の影響でアリーナつきみ野スポーツクラブにおいて水泳を始めた。大和市立緑野小学校卒。南林間中学から神奈川総合高校へ進むと、3年の時にインターハイの100m自由形で6位、200m自由形で7位となった。
法政大学社会学部へ進むと、2年の時にはジャパンオープンの200m自由形で3位になった。インカレでは100m自由形で2位、200m自由形で3位だった。世界短水路選手権に出場すると、400m及び800mフリーリレーでそれぞれ6位になった。3年の時には日本選手権の200m自由形で4位になって世界選手権のリレーメンバーに選ばれた。世界選手権では800メートルフリーリレーで7位となり、2016年リオデジャネイロオリンピックの出場権を獲得した。インカレでは200m自由形で2位となった。4年の時には日本選手権の200m自由形で4位となって、800メートルフリーリレーのオリンピック代表に選出された。この際に、「去年できなかった日本新をリオで出したい」と語った。8月のリオデジャネイロオリンピックでは800mリレーで8位となった。
2017年、大学を卒業して8月1日付であいおいニッセイ同和損害保険所属となる。同年の日本選手権では100m自由形で2位、200m自由形では3位だった。世界選手権の800mフリーリレーでは7分50秒43の日本記録で5位に入った。
2022年7月12日、同年4月28日から5月1日まで開催された第98回日本選手権水泳競技大会を最後に現役を引退することを自身のSNSで発表した。今後は所属先で社業や普及活動に携わる方針であることも表明。

## 人物
「女優の綾瀬はるかに似ていると言われたことがある」と本人はコメントしている。一部マスコミからタレントの壇蜜似とも言われた。

## 主な戦績
- 2012年 - インターハイ　100m自由形6位 200m自由形7位
- 2013年 - 日本選手権 100m自由形8位
- 2013年 - インカレ 100m自由形11位 200m自由形5位
- 2014年 - 日本選手権 100m自由形 4位
- 2014年 - ジャパンオープン 200m自由形3位
- 2014年 - インカレ 100m自由形2位 200m自由形3位
- 2014年 - 世界短水路選手権 400mフリーリレー6位 800mフリーリレー6位
- 2015年 - 日本選手権 100m自由形7位 200m自由形4位
- 2015年 - 世界選手権 800mフリーリレー7位
- 2015年 - インカレ 100m自由形5位 200m自由形 2位
- 2016年 - 日本選手権 100m自由形 6位 200m自由形4位
- 2016年 - ジャパンオープン　200m自由形　3位
- 2016年 - リオデジャネイロオリンピック　800mリレー　8位
- 2016年 - インカレ 100m自由形3位 200m自由形1位
- 2017年 - 日本選手権 100m自由形 2位 200m自由形　3位
- 2017年 - 世界選手権 800mフリーリレー5位
- 2018年 - 日本選手権 100m自由形2位 200m自由形3位
- 2018年 - ジャパンオープン 50m自由形2位 100m自由形2位 200m自由形4位
- 2018年 - パンパシフィック水泳選手権 400mリレー4位 800mリレー4位 400mメドレーリレー3位 混合メドレーリレー2位
- 2018年 - アジア大会 100m自由形4位 400mリレー1位 400mメドレーリレー1位 混合メドレーリレー2位